# جلال خالقی مطلق
جلال خالقی مطلق (زاده ۲۰ شهریور ۱۳۱۶) ادیب، زبان‌شناس، ایران‌شناس و شاهنامه‌پژوه ایرانی است. عمده کارهای پژوهشیِ او، در زمینه شاهنامه و حماسه‌سرایی در ایران بوده است. دوستداران فرهنگ ایران، خالقی مطلق را بزرگ‌ترین شاهنامه‌پژوهِ همه ادوار می‌دانند؛ زیرا این باور به صورت عام وجود دارد که او توانسته بهترین تصحیحِ شاهنامه را ارائه کند. وی عضو هیئت امنا و قائم مقام بنیاد فردوسی است و سال‌ها در دانشگاه هامبورگ، آلمان تدریس کرده است.
خالقی مطلق، بیشتر از پنجاه سال از عمر خود را صرف مطالعه و پژوهش در زمینه شاهنامه کرده است. از او به عنوان یکی از تاثیرگذارترین شخصیت‌های تاریخِ زبان و ادب پارسی یاد می‌شود، زیرا توانسته است علمِ تصحیحِ متون را چند گام به جلو ببرد. تحقیقات او در زمینه‌های مختلف ایران‌شناسی، به‌ویژه در شاهنامه‌شناسی، همواره محل مراجعه اهل فن بوده است. وی سابقه برگزاری ده‌ها سخنرانی در دانشگاه‌های معتبر دنیا مانند پرینستون، شیکاگو، سوربن، وین، فرایبورگ، لیدن و برکلی کالیفرنیا را دارد. او همچنین عضو هیئت گزینش کتاب و جایزهٔ بنیاد موقوفات دکتر محمود افشار است.

## زندگی

### سال‌های نخست زندگی
جلال خالقی مطلق در ۲۰ شهریور ۱۳۱۶ (برابر با ۱۱ سپتامبر ۱۹۳۷) در تهران متولد شد. به گفتهٔ خودش، خانوادهٔ او از خانواده‌های اصیل تهرانی بودند و در قید و بند سنت و تعصبات سنتی نبودند. از این رو جلال در خانواده‌ای با آزادی نسبی زندگی می‌کرد.
جلال تحصیلات دبستان و دبیرستان را در تهران به پایان برد. دوره دبستان را در مدرسه نوشیروان (واقع در خیابان مولوی) و دوره دبیرستان را در مدرسه مَروی (واقع در خیابان ناصرخسرو) گذراند. علاقهٔ او به شعر و ادبیات، از دوره تحصیل در دبستان نمایان بود. معلم او، جلال را به بقیه کلاس‌ها می‌برد تا انشاهایی که نوشته را برای سایر دانش‌آموزان هم بخواند. بعد از آن در مقطع دبیرستان، جلال رئیس و عضو انجمن ادبی مدرسه بود و چندین بار به رادیو دعوت شد. جلال از نویسندگان روزنامه مدرسه‌اش با نام «پیک مَروی» بود و نیز یکی از پایه‌گذاران کارگاه‌های ادبی که به شعرخوانی و اجرای نمایش می‌پرداختند، بود.
خالقی می‌گوید، در ایجاد علاقه و توجه وی نسبت به شاهنامه، پسردایی او، که در حین تمرین کشتی شاهنامه می‌خواند، تأثیرگذار بود. جلال می‌گوید که پسردایی‌اش در خانه پدربزرگ آنها، کتاب شاهنامه را باز می‌کرد و اغلب از روی داستان رستم و اشکبوس با صدای بلند می‌خواند. در این هنگام جلال نیز در کنار پسردایی‌اش می‌نشست و عاشق آن عکسی بود که رستم، تیر را از کمان به طرف سینه اشکبوس رها می‌کند.

### تحصیل در آلمان
پس از اتمام دبیرستان، خالقی برای ادامه تحصیل به آلمان عزیمت کرد. برای تحصیل در مقطع دکترا، جلال خالقی مطلق در سه رشته شرق‌شناسی، ژرمن‌شناسی (ژرمانیستیک یا مطالعات آلمانی) و مردم‌شناسی در دانشگاه کلن آلمان ثبت نام کرد. علاقه خالقی مطلق به شاهنامه از زمان تحصیل شروع شد. زمینه پژوهشی او در رشته مردم‌شناسی، قوم مایا و سرخ‌پوستان بود. در رشته ژرمن‌شناسی، خالقی مطلق برای نخستین بار با حماسه‌ها و اسطوره‌های آلمان و دیگر ملل به شیوه علمی - پژوهشی آشنا شد و سپس برای تحقیق به شاهنامه روی آورد. در واقع آشنایی او با فنون بررسی اسطوره‌ها و حماسه‌ها، از حماسه‌ها و اسطوره‌های غیرایرانی شروع شد و سپس به شاهنامه رسید. البته او شاهنامه را قبلاً از روی علاقه شخصی مطالعه کرده بود اما به روش علمی - پژوهشی، بعد از اینکه حماسه‌های دیگر ملل را مطالعه کرد، به شاهنامه پرداخت. موضوع پایان‌نامه دکترای او «زنان شاهنامه» بود و توانست در سال ۱۳۴۹ (۱۹۷۰ میلادی) از دانشگاه کلن آلمان در سه رشته شرق‌شناسی، ژرمن‌شناسی و مردم‌شناسی مدرک دکترا بگیرد.
در نوامبر ۱۹۶۶، در حالی که جلال هفت سال بود خارج از ایران زندگی می‌کرد، در شهر رم شعر زیر را سرود:
| شب می‌آمد موجی تا ساحل     |  | ماهیِ خردی رقصان در کف        |
| در دلِ دریا ماهی چون ماه   |  | دامنِ آبیِ او پر ز صدف         |
| غرق در پولکِ شادی بدنش     |  |                              |
| ماهی از شادی رقصان می‌شد   |  | موج چون پست و بلندی می‌داد    |
| آری از شادی رقصان می‌شد    |  | در دلِ آب بُوَد ماهی شاد        |
| هر کسی شاد بود در وطنش    |  |                              |
| ماه چون مرد و شبِ شاد گذشت |  | آسمان پیر شد و دندان ریخت    |
| آمد آن موج دمان تا ساحل   |  | ماهی انداخت در آن جا و گریخت |
| پولکِ شادی غم شد به تنش    |  |                              |
| منم آن ماهیِ دور از دریا   |  | بر شنِ داغِ غم افتاده به پشت   |
| دیوِ تنهایی چون ماهیخوار   |  | برده از یاد غمِ ریز و درشت    |
| باز کرده‌ست به سویم دهنش   |  |                              |
| دیوِ تنهایی بلعید مرا      |  | از کفِ دیو نجاتم بدهید        |
| سوختم زآتش این ساحلِ خشک   |  | ببریدَم به دلِ آب دهید         |
| یا رسانید پیامی ز منَش     |  |                              |

### اقامت در هامبورگ
یک سال بعد از فارغ‌التحصیلی، خالقی مطلق به هامبورگ رفت و از آن زمان تاکنون در آن جا سکونت داشته است. البته خالقی مطلق بارها به جهت چاپ کتاب‌هایش و حضور در همایش‌ها، مراسم‌ها و برنامه‌های مختلف، به ایران بازگشته است.
در سال ۱۳۵۰ (۱۹۷۱) خالقی مطلق در بخش خاورمیانه در دانشگاه هامبورگ آلمان مشغول به کار شد. خالقی مطلق ۳۵ سال در این دانشگاه به تدریس زبان فارسی و فرهنگ ایران پرداخت تا اینکه در سال ۱۳۸۵ (۲۰۰۶ میلادی) بازنشسته شد.

### بررسی دستنویس‌های شاهنامه
در سال‌های ۱۹۶۷ تا ۱۹۷۰ که خالقی مطلق در انستیتوی خاورشناسی در دانشگاه شهر کلن آلمان سرگرم نوشتن رساله دکترای خود دربارهٔ «زنان شاهنامه» بود، در طی کار بدین نکته پی برد که پنج چاپ اصلی شاهنامه (یعنی چاپ‌های ترنر ماکان، ژول مُل، یوآنس فولرس، بروخیم و مسکو) دارای نقایص بزرگ اند، هیچ‌کدام قابل اطمینان نیستند و نیازِ پژوهش‌های علمی دربارهٔ شاهنامه را به خوبی برآورده نمی‌کنند. ولی از سوی دیگر، کوشش برای تهیه یک متن انتقادی و منقح از شاهنامه نیز، بدون بررسی شمار بزرگی از دستنویس‌های آن، کاری بیهوده است و نتیجه آن چیزی فراتر از چاپ مسکو نخواهد بود. یعنی نیاز به نسخه‌های بیشتر و روش بهتر برای تصحیح شاهنامه هست. این شد که خالقی مطلق، بی آن که حتماً قصد پیرایش این کتاب را در سر داشته باشد، دست به بررسی دستنویس‌های شاهنامه زد. چنین کاری به تنهایی نیز حائز اهمیت بود.
خالقی مطلق ابتدا به مدت ده سال، از ۱۹۷۰ تا ۱۹۸۰ میلادی، وقت خود را بر سرِ بررسی نسخه‌های خطی شاهنامه گذاشت و بدون کمک هیچ بنیاد دولتی و غیردولتی، با هزینه خود از ۴۶ دستنویس شاهنامه فیلم و عکس تهیه کرد و همه آن‌ها را بررسی و ارزیابی کرد و سپس آن‌ها را در مقالاتی که عمدتاً در مجله ایران‌نامه منتشر می‌شد، معرفی نمود. بررسی دستنویس‌ها تبدیل به شالوده کار او برای تصحیح شاهنامه شد. در طول این ده سال، خالقی مطلق هر سال تقریباً ۴ یا ۵ دستنویس را بررسی و ارزیابی کرد. در طول کار تصحیح هم ۵ دستنویس دیگر را تهیه و بررسی کرد و ۲ مورد از آن‌ها را ضمن نگارش مقالاتی معرفی نمود. یکی از این‌ها، دستنویسی متعلق به سده نهم هجری بود که فیلم آن را پروفسورِ ایران‌شناس، دکتر نیکلاس سیمز-ویلیامز در اختیار خالقی مطلق قرار داد. دیگری دستنویس بسیار مهم بیروت بود که در سال ۱۳۸۵ توسط دکتر مصطفی موسوی کشف شد. بدین ترتیب خالقی مطلق جمعاً ۵۱ دستنویس شاهنامه را بررسی کرده است.
خالقی مطلق در طی سال‌هایی که به بررسی دستنویس‌های شاهنامه می‌پرداخت، مطالعه‌ای پیگیر نیز دربارهٔ تاریخچه و روش‌های پیرایش متون در غرب و بررسی سود و زیانِ کاربردِ آن روش‌ها در پیرایش متونِ ادبِ فارسی و امکاناتِ مطابقتِ روشِ انتقادی با خط و زبان و ادب فارسی بر مثالِ شاهنامه نمود و نتیجه این تجربیات خود را در چند مقاله و سپس در جای‌جایِ کتابِ یادداشت‌های شاهنامه منتشر کرد.

### نخستین تصحیح شاهنامه

#### روند کار
از سال ۱۹۸۰، خالقی مطلق کار پیرایش متن را بر اساس شانزده دستنویس معتبرتر به اضافه ترجمه عربی بنداری آغاز کرد. ترجمه عربی شاهنامه توسط بنداری اصفهانی، بر اساس دستنویسی بوده که متعلق به قرن ششم است و این در حالی ست که هیچ‌کدام از دستنویس‌های موجود در حال حاضر، متعلق به قرن ششم یا قبل از آن نیستند. این پیرایش دفتر به دفتر در آمریکا منتشر می‌شد.
در میانه‌های این کار زمان‌گیر و توان‌گیر که آسیب بزرگی به تندرستی مصحح وارد کرده بود، ترس از ناتمام ماندن کار، خالقی مطلق را بدین چاره انداخت که برای بخشی از کار از یک یا چند تن از دانش‌پژوهان یاری گیرد تا کار ناتمام نماند. زمانی که خالقی مطلق در کار پیرایش هنوز یکی دو دفتر پیش رفته بود، دیگرانی در ایران کار تصحیح شاهنامه را آغاز کردند و به چاپ هم رساندند. باری، در ۱۳۷۴، محمود امیدسالار که در آن زمان در کتابخانه دانشگاه ایالتی کالیفرنیا اشتغال داشت، پذیرفت که در پیرایش دفترهای ششم و هفتم با خالقی مطلق همکاری کند، ولی چون مشغله امیدسالار بسیار بود ناچار پس از چند سالی قرار شد که وی فقط در دفتر ششم همراهِ خالقی مطلق باشد و از سال ۱۳۸۰، کار تصحیح دفتر هفتم به ابوالفضل خطیبی سپرده شد. یعنی از ۱۳۸۰ به بعد، امیدسالار به تصحیح دفتر ششم و خطیبی به تصحیح دفتر هفتم زیر نظر خالقی مطلق می‌پرداختند و خالقی مطلق همزمان کار تصحیح دفتر هشتم را به تنهایی داشت پیش می‌برد. همکاران، کار خود را پس از هر چند صد بیتی برای خالقی مطلق می‌فرستادند و او آن را بیت به بیت بررسی می‌کرد و نظر خود را برای آنان می‌نوشت. مجموعه نامه‌هایی که در این باره میان خالقی مطلق و هر یک از همکارانش در طی پیرایش دفترهای ششم و هفتم داد و ستد شد، خود به چند صد صفحه می‌رسد. همکاری امیدسالار با خالقی مطلق ۱۰ سال و همکاری خطیبی با وی ۶ سال به طول انجامید و با چاپ دفاتر ششم و هفتم پایان یافت.
کار پیرایش شاهنامه در اواخر سال ۲۰۰۵ میلادی به پایان رسید و در مجموع هشت دفتر شد. حروف چینی و اصلاح نمونه‌های چاپی هر هشت دفتر، در چاپخانه‌هایی خارج از هامبورگ انجام شد و به همین خاطر از بازرسی مستقیم مصحح دور بود. دو دفتر نخستین در لندن و دفاتر بعدی در چاپخانه‌های تهران حروف‌چینی شدند. هر هشت دفتر این پیرایش به وسیله بنیاد میراث ایران در نیویورک آمریکا، دفتر به دفتر بدین شرح انتشار یافت: دفتر یکم با مقدمه احسان یارشاطر به فارسی و انگلیسی، نیویورک ۱۳۶۶ خ/ ۱۹۸۸ م؛ دفتر دوم، کالیفرنیا – نیویورک ۱۳۶۹ خ/ ۱۹۹۰ م؛ دفتر سوم، کالیفرنیا – نیویورک ۱۳۷۱ خ/ ۱۹۹۲ م؛ دفتر چهارم کالیفرنیا - نیویورک ۱۳۷۳ خ/ ۱۹۹۴ م؛ دفتر پنجم، کالیفرنیا – نیویورک ۱۳۷۵ خ/ ۱۹۹۷ م؛ دفتر ششم، نیویورک ۱۳۸۴ خ/ ۲۰۰۵ م؛ دفتر هفتم، نیویورک ۱۳۸۶ خ/ ۲۰۰۷ م؛ دفتر هشتم، نیویورک ۱۳۸۶ خ/ ۲۰۰۷ م.
هنگام پیرایش شاهنامه، به جز تألیف بیش از صد مقاله دربارهٔ موضوعات گوناگون این کتاب، خالقی مطلق یادداشت‌های مفصلی را هم تهیه کرد که آن هم در مجموع چهار بخش (دفتر) شد. در کتاب یادداشت‌های شاهنامه، خالقی مطلق به توضیح واژه‌ها، اصطلاحات، عبارات و نکات دستوری و شرح و تفسیر مصراع‌ها و بیت‌ها می‌پردازد. در کنار این کار اصلی، شرح برخی از مسائل تصحیح، پرداختن به مشکل وزن و قافیه، گفتگو در زیبایی و شیوایی یا معایب و نواقص لفظی و معنوی، سخن در هنر سخن‌پردازی و داستان‌سرایی، توضیح نکات مربوط به اسطوره و تاریخ و آیین‌ها و باورداشت‌ها و جز اینها، کمابیش مورد توجّه وی بودند. انتشار یادداشت‌های شاهنامه در نیویورک بدین شرح بود: بخش یکم، نیویورک ۱۳۸۰ خ/ ۲۰۰۱ م؛ بخش دوم، نیویورک ۱۳۸۵ خ/ ۲۰۰۶ م؛ بخش سوم، نیویورک ۱۳۸۷ خ/ ۲۰۰۹ م؛ بخش چهارم، نیویورک ۱۳۸۷ خ/ ۲۰۰۹ م.

#### چاپ کتاب در ایران
در تیرماه ۱۳۸۳، خبر پایان تصحیح شاهنامه در برخی رسانه‌ها منتشر شد. در آن زمان دفاتر اول تا ششم انتشار یافته بودند و دفاتر هفتم و هشتم در دستِ حروف‌چینی بودند. در اسفند ۱۳۸۳، زمانی که نخستین «هم‌اندیشی هویت ایرانی» در حال برگزاری بود، دبیرخانه هم‌اندیشی به نقل از خالقی مطلق، خبر پایان تصحیح را تأیید کرد و گفت که تا دو سال دیگر، حروف چینی دو دفتر باقی‌مانده به پایان می‌رسد و پس از چاپ آنها در آمریکا، هر هشت دفتر تصحیح را به همراه یادداشت‌های شاهنامه در ایران منتشر خواهد کرد.
در سال ۱۳۸۵، محمدکاظم موسوی بجنوردی، رئیس مرکز دایرةالمعارف بزرگ اسلامی، به خالقی مطلق پیشنهاد داد که پیرایش او در ایران توسط این مرکز چاپ شود. خالقی مطلق هم پذیرفت و حقوق انحصاری چاپ و نشر تمامی مجلدات پیرایش و یادداشت‌های شاهنامه در ایران را به مرکز دایرةالمعارف بزرگ اسلامی واگذار کرد. قرار شد که این پیرایش توسط انتشارات کانون فردوسی، متعلق به مرکز پژوهش حماسه‌های ایرانی وابسته به مرکز دایرةالمعارف بزرگ اسلامی، انتشار یابد. موسوی بجنوردی بر سر این کار همت گذاشت و یک سال بعد، در ۱۳۸۶، یک نسخه افست از روی چاپ آمریکا با رفع غلط‌ها املایی در مرکز دایرةالمعارف بزرگ اسلامی چاپ شد و مجوز انتشار این اثر اخذ شد. کار تولید و تکثیر و صحافی کتاب هم از همین سال آغاز شد اما پیش از روانه کردن آن به بازار کتاب و عرضه در کتابفروشی‌ها، لازم بود که یک مراسم رونمایی برای آن برگزار شود.

#### رونمایی
"دانشمندان و ادبای زیادی دربارهٔ شاهنامه کار کرده‌اند اما امروز، روزِ خالقی مطلق است که بعد از چهل سال زحمت ما را مدیون خودش کرده است. او از طرف ملت ایران مورد تحسین قرار می‌گیرد و مردم از او سپاسگزارند."

سخنان محمدکاظم موسوی بجنوردی در مراسم رونمایی از شاهنامه مصحَح خالقی مطلق
مرکز دایرةالمعارف بزرگ اسلامی - ۱۹ تیرِ ۱۳۸۶

"خوش باد این نیک‌بختی و فرخیِ علمی بر خالقی مطلق، دوستی که زندگی روحی خود را در پژوهش سخن‌های دیرینه شاهنامه گذرانید و در شناخت حماسه ملی ایران و تاریخ دیرین ما، همراز با فردوسی و همراه با شاهنامه زیست و امروز گلِ رنج‌های کهن خود را در هشت دفتر پیشِ رو دارد. پس شاهنامه آخرش خوش بوده است از این روی که یکی ایرانیِ کاردان، تصحیح این متنِ عزیز را به اسلوب و آداب استوار پیش برد و متنی را در اختیار گذارد که بی‌گمان برجسته‌ترین است از میان دیگرِ چاپ‌ها."

سخنان ایرج افشار در مراسم رونمایی از شاهنامه مصحَح خالقی مطلق
مرکز دایرةالمعارف بزرگ اسلامی - ۱۹ تیرِ ۱۳۸۶

"هیچ‌کس تاکنون همت و شجاعت و دقت آن را نداشته که تمام نسخه‌ها را ارزیابی کند و ۱۵ نسخه را قابل ارزیابی تشخیص دهد اما خالقی همه چیز را کنار گذاشت و تنها به پایان بردن شاهنامه فکر کرد."

سخنان علی‌اشرف صادقی در مراسم رونمایی از شاهنامه مصحَح خالقی مطلق
مرکز دایرةالمعارف بزرگ اسلامی - ۱۹ تیرِ ۱۳۸۶

"در طی این سال‌ها روزی ده ساعت کار کردم، ولی نه ده ساعت هفته‌ای پنج روز، بلکه ده ساعت هفته‌ای هفت روز، یعنی شنبه و آدینه و عید و عزا همیشه در کار بودم و طبیعی است که این کارِ مدام، خستگی و بیماری می‌آورد و بعضی محرومیت‌ها را به دنبال خواهد داشت. بزرگ‌ترین محرومیت در میانِ خانواده زیستن و خانواده را ندیدن بود. بزرگ‌ترین محرومیت این بود که بزرگ شدنِ بچه‌ها را ندیدم. ولی با همه این احوال، این سال‌ها برایم سال‌های لذت هم بود."

سخنان جلال خالقی مطلق در مراسم رونمایی از شاهنامه مصحَح خالقی مطلق
مرکز دایرةالمعارف بزرگ اسلامی - ۱۹ تیرِ ۱۳۸۶

امضای خالقی مطلق دفتر یکم از دورهٔ هشت جلدیِ شاهنامه را، ۱۹ تیرِ ۱۳۸۶، مرکز دایرةالمعارف بزرگ اسلامی

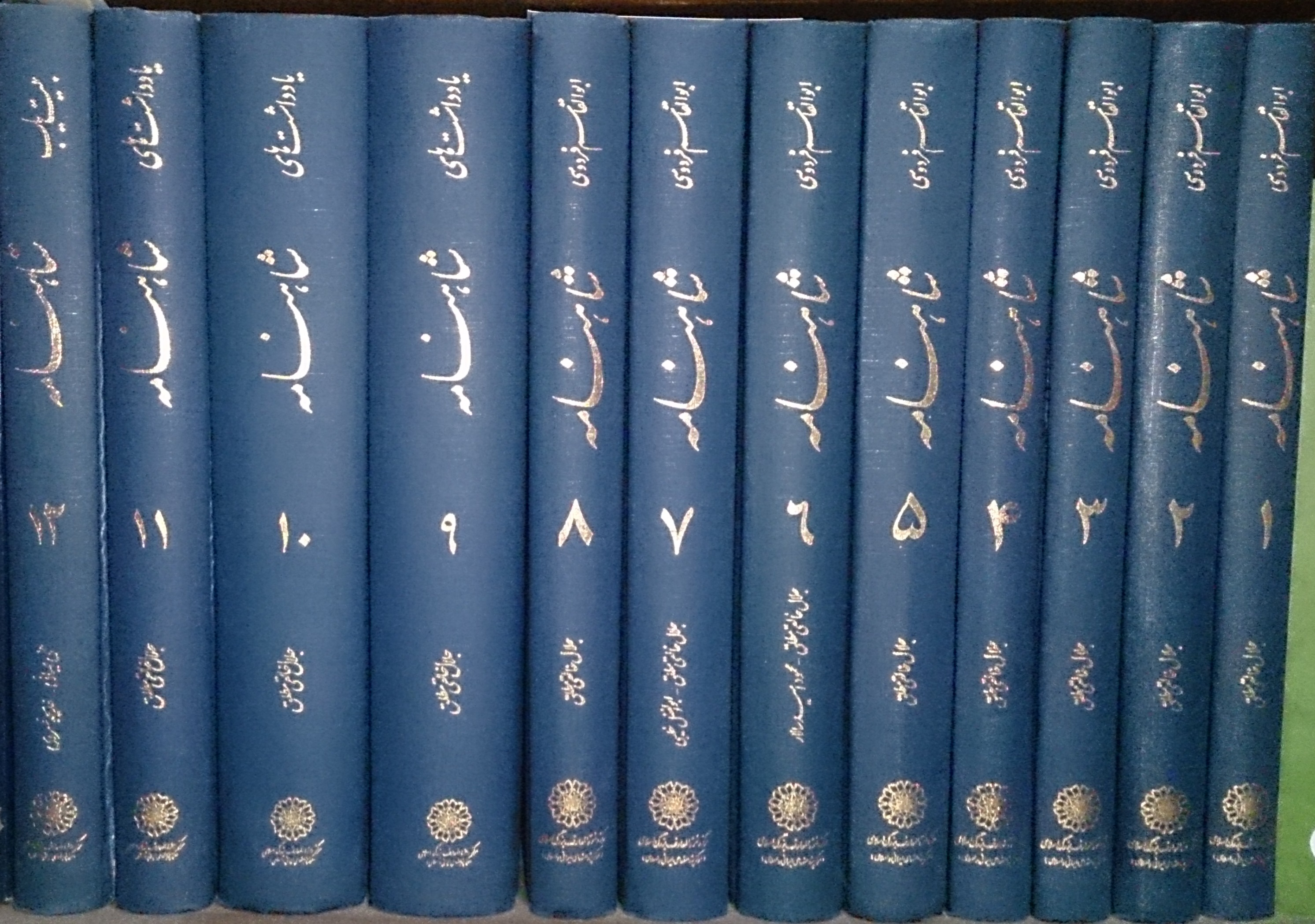
مجلّداتِ نخستین پیرایشِ شاهنامهٔ فردوسی توسّطِ جلال خالقی مطلق

روز ۱۱ تیر ۱۳۸۶ علی دهباشی ضمن مصاحبه‌ای اطلاع داد که عصر روز سه شنبه، مورخه ۱۹ تیر ۱۳۸۶، از شاهنامه مصحَحِ خالقی مطلق رونمایی خواهد شد. علی دهباشی برنامه نشست را هم اعلام کرد و یک روز بعد، در ۱۲ تیر ۱۳۸۶، اطلاعیه رسمی مرکز دایرةالمعارف بزرگ اسلامی در این باره منتشر شد. چندین خبرگزاری و روزنامه از جمله خبرگزاری کتاب ایران (ایبنا)، این مراسم را از قبل، حین و بعد از برگزاری پوشش دادند و این اثر را حاصل ۳۷ سال کار بی‌وقفه و فرساینده خالقی مطلق می‌دانستند.
این مراسم روز سه شنبه، ۱۹ تیر ۱۳۸۶، در تالار امیرالمؤمنین (ع) در مرکز دایرةالمعارف بزرگ اسلامی برگزار شد. جمع کثیری از دوستداران، محققان و استادانِ طرازِ اولِ ایران مثل محمدرضا شفیعی کدکنی، امیرهوشنگ ابتهاج، علینقی منزوی، بدرالزمان قریب، اسماعیل سعادت، مصطفی محقق‌داماد، ژاله آموزگار، مهدی محقق، علی بلوکباشی و کامیار عابدی حضور داشتند. دبیر و مجری مراسم علی دهباشی بود. سخنران افتتاحیه، محمدکاظم موسوی بجنوردی، رئیس مرکز دایرةالمعارف بزرگ اسلامی بود و بعد از وی، به ترتیب ایرج افشار و علی‌اشرف صادقی سخنرانی کردند. پیشتر اعلام شده‌بود که دکتر محمدصادق سجادی هم یکی از سخنرانان است اما وی به علت بیماری نتوانست در مراسم حاضر شود. باری، سخنران اختتامیه دکتر خالقی مطلق بود که شرحی از ۳۷ سال تلاش‌هایش داد و بعد از پایان صحبت‌هایش، پرده از روی دفاتر شاهنامه برداشت و به رسم یادبود، دفتر اول را امضا کرد. در پایان مراسم هم امیر صادقی با اجرای شاهنامه‌خوانی میهمانان را به وجد آورد. این نخستین بار بود که هر هشت دفتر، به‌طور یکجا چاپ و صحافی شده بودند و در معرض دید عموم در ایران قرار داشتند.
خالقی مطلق در این مراسم گفت که انتشار این کتاب در ایران، یکی از آرزوهای او بوده زیرا این کتاب متعلق به ملت ایران است. وی همچنین گفت که از آغاز کار تصحیح، همیشه ترسی ناخودآگاه در وی وجود داشته که با توجه به برنامه سنگین و زمان‌گیر کار، نتواند آن را به اتمام برساند اما خوشبختانه به پایان رساند.

#### عرضه کتاب با تأخیر
بعد از برگزاری مراسم رونمایی در تیر ۱۳۸۶، در حالی که دوستداران شاهنامه بی صبرانه منتظر بودند که هر چه زودتر پیرایش خالقی مطلق به بازار برود تا تهیه کنند، تا اوایل بهمن ۱۳۸۶ خبری از توزیع این کتاب نشد. در همین زمان، اعلام شد که مراحل تکثیر این کتاب تمام شده اما به دلیل شمار زیاد مجلدات، صحافی آن به پایان نرسیده و تا ۱۷ بهمن ۱۳۸۶، تحویل کتابخانه دایرةالمعارف بزرگ اسلامی داده خواهد شد. در همین خبر آمده بود که مسئولان پخش این کتابخانه نیز تا اسفند ماه این کتاب را به قیمت ۹۵ هزار تومان در کتابفروشی‌ها عرضه خواهند کرد.
اسفند ماه هم سپری شد و همچنان طرفداران شاهنامه در انتظار توزیع پیرایش خالقی مطلق در بازار بودند. اواخر اسفند، خبر دیگری آمد که توزیع کتاب به نیمه دوم فروردین ۱۳۸۷ موکول شده است. فروردین هم گذشت تا آن که عاقبت در اردیبهشت ۱۳۸۷، همزمان با بیست و یکمین نمایشگاه بین‌المللی کتاب تهران، پیرایش ۸ جلدی خالقی مطلق در غرفه دایرةالمعارف بزرگ اسلامی عرضه شد و فرهنگ‌دوستان ایرانی به آرزوی دیرینه خود رسیدند.
اما یادداشت‌های شاهنامه، سه سال بعد در بیست و چهارمین دوره نمایشگاه کتاب تهران (اردیبهشت ۱۳۹۰)، با اصلاحات و افزوده‌هایی نسبت به چاپ قبلی کتاب در آمریکا، در غرفه انتشارات مرکز دایرةالمعارف بزرگ اسلامی ارائه شد. این سه جلد، مجلدات نهم تا یازدهم از مجموعه «شاهنامه خالقی مطلق» را تشکیل می‌دهند.
اما دوازدهمین و آخرین عنوان از مجموعه «شاهنامه خالقی مطلق» بیت‌یاب شاهنامه بود که به کوشش علی ایمانی و با همکاری خدیجه خسروی، در آذر ماه ۱۳۹۳ انتشار یافت اما عرضه کتاب در بیست و هشتمین دوره نمایشگاه کتاب تهران (اردیبهشت ۱۳۹۴) انجام شد. پس از آن دوره ۱۲ جلدی شاهنامه معمولاً به صورت یکجا عرضه شده است.

### بزرگداشت
عصر یک‌شنبه، ۷ اردیبهشت ۱۳۹۳ خورشیدی، مراسم بزرگداشت جلال خالقی مطلق به همت مجله بخارا با همکاری بنیاد فرهنگی و اجتماعی ملت، مرکز دایرةالمعارف بزرگ اسلامی، بنیاد موقوفات دکتر محمود افشار و گنجینه پژوهشی ایرج افشار برگزار گردید. این برنامه در قالبِ یک صد و پنجاه و هفتمین شب از سلسله شب‌های بخارا با نام «شبِ جلال خالقی مطلق» انجام می‌شد.
در ابتدای این نشست، علی دهباشی به عنوان سردبیر مجله بخارا و بانی، متولی و مجری برنامه شب‌های بخارا، به حضار خیر مقدم گفت و سپس فیلم قسمتی از سخنرانی ایرج افشار در مراسم رونمایی از نخستین پیرایش شاهنامه در تیر ۱۳۸۶ در سالن پخش شد. پس از آن علی دهباشی از ژاله آموزگار دعوت کرد تا برای ادای سخنرانی به جایگاه بیایند. آموزگار از نقشِ فرّه ایرانی (که در متون پهلوی به معنی خویشکاری یا انجام وظیفه است) در کارخالقی مطلق گفت و بیان کرد که اکنون خالقی مطلق و نسلِ آن‌ها، دل‌نگران چشم به نسل بعد دوخته‌اند تا ببینند آن‌ها چگونه پاسخگوی فرّه ایرانی خواهند بود. پس از آن نوبت به سخنرانی محمد استعلامی رسید و وی اظهار داشت که در حدود بیست سال پیش، جلال متینی به او وعده داده بود که کاری مطابق برنامه و دارای روش علمی امروزی روی شاهنامه در جریان است که همان کار خالقی مطلق بود. استعلامی از خالقی مطلق و امیدسالار با عبارت «عاشقان غربت‌نشین» یاد کرد که همچون فردوسی در غربت وطن با عشق به پاسداری از فرهنگ ایران دست به این کارِ بزرگ زده‌اند. سپس امیر صادقی برای حضار به شاهنامه‌خوانی از روی داستان سلم و تور پرداخت و سپس‌تر محمود امیدسالار و پژمان فیروزبخش به قرائت متن سخنرانی خود پرداختند. در نهایت نوبت به خالقی مطلق رسید تا برای ایراد سخنرانی به پشت جایگاه تریبون برود و بعد از پایان یافتن سخنرانی ایشان، قلمی مزین به تصویر جلال خالقی مطلق توسط کارلو چرتی و جمال گلستانی به وی اهدا شد و هدایایی نیز از سوی بنیاد موقوفات دکتر محمود افشار و مرکز دایرةالمعارف بزرگ اسلامی (از آخرین کتاب‌های منتشر شده) به خالقی مطلق اهدا گردید.
پخش تصاویری از خالقی مطلق و رویِ جلدِ آثارِ ایشان در دو کلیپ نیز از دیگر بخش‌های این مراسم بود و در پایان گروه موسیقی بوم و بر: فاضل جمشیدی، حسین پیرنیا و آرش فرهنگ‌فر به اجرای قطعاتی پرداختند.

### دومین تصحیح شاهنامه

#### کشف دستنویس بیروت
در سال ۱۳۸۴، عضو هیئت علمی دانشکده ادبیات و علوم انسانی دانشگاه تهران، در کتابخانه قدیمی و معروف «مکتبة الشرقیة» متعلق به دانشگاه سن‌ژوزف بیروت، مشغول فهرست کردنِ نسخِ خطیِ فارسی بود که متوجه شد در میان ۵۱ دستنویس فارسی در آن جا، یک نسخه از شاهنامه فردوسی هم هست. وی از ۲۲ صفحه آن عکس انداخت و آن‌ها را به دست خالقی مطلق رساند. خالقی مطلق این ماجرا را شرح داده است:
در روز چهارشنبه ۱۲ اردیبهشت ماه ۱۳۸۶، به اتفاق استاد دکتر محمود امیدسالار و آقای نادر مطلبی کاشانی در خانه استاد ایرج افشار حضور داشتیم. ساعتی بعد آقای دکتر مصطفی موسوی نیز به ما پیوست. ایشان عکسی از ۲۲ صفحه از یک دستنویس شاهنامه متعلق به کتابخانه دیر سن‌ژوزف در بیروت را با خود آوردند. متن عکس این ۲۲ صفحه، در نگاه نخستین به تشخیص آقایان نامبرده و البته خود آقای موسوی و نیز این ناچیز دستنویس معتبری می‌آمد. همچنین ناگفته نماند هفته‌ای پیش از آن تاریخ، استاد دکتر محمدرضا شفیعی کدکنی نیز در یک گفتگوی تلفنی بنده را از وجود چنین دستنویسی که بر اساس همین ۲۲ صفحه به نظر ایشان معتبر آمده بود، آگاه کرده بودند.
خالقی مطلق با بررسی این ۲۲ صفحه از دستنویس بیروت، مقاله مفصلی در ۷۰ صفحه نوشت که در آن به معرفی و ارزیابی دقیق این نسخه و مقایسه با سایر نسخ پرداخت. علی‌رغم مخالفت اولیه مسئولان کتابخانه نسبت به عکس‌برداری از نسخه، تلاش برای دست‌یابی به عکس همه صفحات ادامه یافت و با پیگیری مصطفی موسوی و کمک محمود امیدسالار، عکس تمام صفحات فراهم شد و در اختیار خالقی مطلق قرار گرفت. خالقی مطلق ضمن نگارش مقاله دیگری در ۱۸ صفحه، به ارزیابی دقیق‌تر این نسخه در مقام مقایسه با سایر نسخ معتبر شاهنامه به ویژه فلورانس و لندن پرداخت. وی معتقد است که دستنویس بیروت مانند همه دستنویس‌های دیگر، نمی‌تواند به‌طور مطلق اساس پیرایش متن شاهنامه قرار گیرد چون مورد دستبرد کاتبان، افزودگی‌ها و افتادگی‌های کوچک و بزرگ قرار گرفته است. وی نسخه بیروت را از حیث نگاه داشتن نویسش (ضبط)های کهن، برابر یا بهتر از دستنویس لندن و پست‌تر از دستنویس فلورانس می‌داند، ولی از نظر کمتر داشتن افزودگی‌ها و افتادگی‌ها، نسخه بیروت از هر دو دستنویس فلورانس و لندن بهتر است. با در نظر گرفتن تمام جزئیات، خالقی مطلق معتقد است که اعتبار دستنویس بیروت، بالاتر از دستنویس لندن و پایین‌تر از دستنویس فلورانس است. دیگر آن که نسخه بیروت متأسفانه برخلاف نسخ فلورانس و لندن تاریخ کتابت ندارد. دستنویس‌های فلورانس و لندن، تنها دستنویس‌های تاریخ‌دار شاهنامه هستند که در قرن هفتم، به ترتیب در ۶۱۴ و ۶۷۵ هجری قمری، تألیف شده‌اند. به گمان خالقی مطلق، تاریخ کتابت دستنویس بیروت نباید از سال ۷۰۰ هجری قمری جلوتر باشد که در صورت درستی این فرض، دستنویس بیروت همچون دو دستنویس فلورانس و لندن، در قرن هفتم (یعنی دست کم ۲۰۰ سال بعد از فردوسی) تألیف شده است. خالقی مطلق این سه دستنویس را مهم‌ترین، کهن‌ترین و معتبرترین دستنویس‌های شاهنامه می‌داند.
از آن جایی که کشف این دستنویس پس از پایان پیرایش نخستین اتفاق افتاد، طبعاً امکان استفاده از آن در پیرایش قبلی وجود نداشت اما این دستنویس، تبدیل به یکی از دستنویس‌های اساسِ دومین پیرایشِ خالقی مطلق شد که توانست نقشی کلیدی در تصحیح شاهنامه ایفا کند.

#### روند کار و چاپ

مجلدات دومین پیرایش شاهنامه فردوسی توسط جلال خالقی مطلق

در پیشگفتاری که خالقی مطلق در سال ۱۳۶۶ خورشیدی (۱۹۸۸ میلادی) بر نخستین دفتر پیرایش پیشین نوشت، وعده داده بود که پس از پایان آن کار، اگر عمری باقی ماند با توجه به تجارب کسب شده، نظرات منتقدان و اطلاعاتی که در گذر زمان به دست خواهد آورد، پیرایش دومی از شاهنامه را آماده سازد. از سوی دیگر، کشف دستنویس بسیار مهم و قدیمی بیروت هم ضرورت تصحیح مجدد شاهنامه را کاملاً محسوس کرد. به همین خاطر بلافاصله پس از فراغت از کار پیرایش پیشین و یادداشت‌های آن، از آغاز سال ۱۳۸۶ خورشیدی، خالقی مطلق بر سر برنامه جدید رفت و تا میانه سال ۱۳۹۳ خورشیدی، دومین تصحیح شاهنامه را به پایان رسانید. این پیرایش نخست در سال ۱۳۹۳ در دو جلد و سپس در سال ۱۳۹۴ در چهار مجلد توسط انتشارات سخن چاپ شد. این کار می‌بایست سه سال و اندی زودتر منتشر می‌شد ولی به علتی نامعلوم، صورتِ آماده به چاپ آن از دست رفت و خالقی مطلق نیز سرخورده شد و دیگر توانِ آماده ساختن دوباره آن را در خود نمی‌دید. اما خوشبختانه مهندس عباس وفایی، از دوستداران شاهنامه و فرهنگ ایران، به یاری خالقی مطلق شتافت و متن دست نوشت او را دوباره آماده کرد. خالقی مطلق در مقدمه پیرایش دوم نوشته که بدون پایمردی مهندس وفایی، پیرایش دوم سرنوشتی نامعلوم داشت. همچنین محمد افشین‌وفایی، عضو هیئت علمی دانشکده ادبیات و علوم انسانی دانشگاه تهران، کار نظارت بر چاپ کتاب را بر عهده گرفت.
در پیشگفتار پیرایش پیشین، خالقی مطلق نوشته بود که پیرایش دومی که انجام خواهد داد، دگرنوشت (نسخه‌بدل) نخواهد داشت، ولی به ویژه پس از پیدایش دستنویس بیروت در ۱۳۸۵ خورشیدی که یکی از دستنویس‌های اساس پیرایش دوم است، لازم شد که در پایان هر بخش، برگزیده‌ای از مهم‌ترین دگرنوشت‌ها ثبت شوند. همچنین وی در آن جا نوشته بود که پیرایش دوم، برای آسان‌خوانی و درک درست متن، با اعراب‌گذاری و نشانه‌گذاری کامل متن انجام خواهد شد که همین گونه هم شد. در پیرایش یکم، به علت ثبت دگرنوشت‌ها در پایین صفحات و در نتیجه کاررفت اعداد در متن بیت‌ها، دیگر جای کافی برای انجام نشانه‌گذاری کامل متن نبود.
در پیشگفتار پیرایش پیشین، خالقی مطلق همچنین نوشته بود که از چهار بخش یادداشت‌های پیرایش یکم، برگزیده‌ای در یک دفتر برای پیرایش دوم ترتیب داده خواهد شد، ولی سپس به این نتیجه رسید که نیاز خوانندگان پیرایش دوم به توضیحات لازم، بیش از این است. به ویژه این که هنگام تهیه پیرایش دوم، یادداشت‌های دیگری هم فراهم آمد. به همین خاطر خالقی مطلق از انجام این کار صرف نظر کرد اما به همت یاران و همکارانش، یک دفتر واژه‌نامه شاهنامه و یک دفتر بیت‌یاب شاهنامه برای پیرایش دوم تهیه و چاپ گردید.
پیرایش دوم، نتیجه نیم قرن پژوهش شبانه‌روزی و بی‌وقفه خالقی مطلق در کتاب شاهنامه است که در طی آن، بیش از صد مقاله و هزاران صفحه در همه زمینه‌های متن شاهنامه و دستنویس‌های آن و دیگر مسائل حماسه و اسطوره انتشار داده است. وی معتقد است کسانی باید این پیرایش را ارزیابی کنند که از شرایط صلاحیت و انصاف و بی‌طرفی برخوردار باشند. میان روش پیرایش دوم و پیرایش اول، هیچ تفاوتی نیست و هر دو به شیوه انتقادی، یعنی پیروی از نویسش (ضبط) دشوارتر انجام گرفته‌اند. با توجه به استفاده از ۲۱ دستنویس به ویژه دستنویسِ مهمِ بیروت در پیرایش دوم (در پیرایش یکم از ۱۶ دستنویس استفاده شده بود)، تجارب کسب شده در طول سال‌ها پژوهش و بهره‌گیری از نقدهای منصفانه‌ای که ناقدان بر پیرایش یکم نوشتند، خالقی مطلق حدس می‌زند که پیرایش دوم نسبت به پیرایش اول، کمتر از ده درصد تفاوت داشته باشد. البته همین قدر پیشرفت در بازسازی متن اصلی، جای شکرگزاری بسیاری دارد. وی اعتبار پیرایش دوم را با دستنویسی از شاهنامه متعلق به آغاز سده ششم هجری قمری، یعنی صد سالی پیش از کتابت دستنویس فلورانس و صد سالی پس از سرایش شاهنامه، برابر می‌داند. وی معتقد است که با پژوهش‌های انتقادی و جستجو در دیگر دستنویس‌هایی که اساس کار وی نبوده‌اند، می‌توان به برخی اصلاحات رسید اما چنین اصلاحاتی چندان زیاد نخواهد بود. به‌طور کلی، بدون پیدایش دستنویسی از شاهنامه که تاریخ کتابت آن از سده ششم هجری کهن‌تر باشد، نمی‌توان به تغییراتی بنیادین که پیرایش دیگری را ایجاب کند رسید و باید پیرایش دوم خالقی مطلق را تا آن زمان، پیرایش نهایی شاهنامه دانست.

#### رونمایی

جلال خالقی مطلق و ژاله آموزگار، پرده از روی دومین ویرایش شاهنامه برمی‌دارند. شبِ شاهنامه (یک صد و نود و چهارمین شبِ بخارا)، پنج شنبه ۲۱ اسفند ۱۳۹۳.

کارکردِ خالقی مطلق علمی‌ترین و منقح‌ترین تصحیحِ شاهنامه است و پس از آن دیگر نباید کسی یا کسانِ دیگری به تصحیحِ مجددِ شاهنامه بپردازند بلکه روشِ درستِ علمی سپاسگزاری از زحماتِ خالقی مطلق، بررسیِ کامل و باریک‌بینانهٔ ویرایشِ جدیدِ ایشان و طرحِ مکتوبِ پیشنهادهایی دربارهٔ ضبط‌ها و قرائت‌های آن صرفاً بر اساسِ دلایل و قراینِ علمی و عاری از هرگونه غرض‌ورزی و رشک‌آلودگی است.

سخنان سجاد آیدنلو در شبِ شاهنامه - ۲۱ اسفند ۱۳۹۳ خورشیدی

عصر پنج شنبه، مورخ ۲۱ اسفند ۱۳۹۳ خورشیدی، مراسم رونمایی از دومین تصحیح شاهنامه به همت مجله بخارا، با همکاری بنیاد فرهنگی و اجتماعی ملت، بنیاد موقوفات دکتر محمود افشار، مرکز دایرةالمعارف بزرگ اسلامی، گنجینه پژوهشی ایرج افشار و انتشارات سخن برگزار گردید. این برنامه در قالبِ یک صد و نود و چهارمین شب از سلسله شب‌های بخارا با نام «شبِ شاهنامه» انجام می‌شد. جمع کثیری از استادان و خادمان فرهنگ ایران، همچون حسین محجوبی، صفدر تقی‌زاده، ایرج پارسی‌نژاد، ژاله آموزگار، قدرت‌الله مهتدی، پیروز سیار، منصوره تدینی، اسماعیل کهرم، هارون یشایایی، اصغر علمی (مدیر انتشارات سخن)، افسانه اسفندیاری (گیدفر)، روح‌انگیز شریفیان، سرمد قباد، مهرداد ملک‌زاده، سیما سلطانی و محمد قنواتی در این مراسم حاضر بودند.
در ابتدای مراسم، علی دهباشی به عنوان سردبیرِ مجله بخارا، بانی و متولی و مجری شب‌های بخارا، به حاضران خیر مقدم گفت و سپس فیلم سخنرانی ایرج افشار در مراسم رونمایی از نخستین تصحیح شاهنامه خالقی مطلق در تیر ماه ۱۳۸۶، در سالن پخش شد. پس از آن علی‌اشرف صادقی به عنوان نخستین سخنران به پشت تریبون رفت و سپس فیلم سخنرانی ژاله آموزگار در شبِ جلال خالقی مطلق (یک صد و پنجاه و هفتمین شب بخارا - ۷ اردیبهشت ۱۳۹۳) در سالن پخش شد. پس از آن سجاد آیدنلو به عنوان دومین سخنران به پشت تریبون رفت و بعد از پایان سخنرانی ایشان، قسمتی از فیلم مردم و شاهنامه ساخته حسین ترابی که به نقالی شاهنامه اختصاص داشت، در سالن پخش شد. بعد از آن پیام استاد جلیل دوست‌خواه (مصحح اوستا) در سالن قرائت شد و سپس به ترتیب محمد افشین‌وفایی و شهرام ناظری برای ایراد سخنرانی به پشت تریبون رفتند. ناظری در پایان جلسه ابیاتی را از آلبوم صوتی جدیدش، درفش کاویانی، که داستان ضحاکِ شاهنامه است برای حاضران اجرا کرد. نهایتاً نوبت به جلال خالقی مطلق رسید تا به عنوان واپسین سخنران به جایگاه برود.
در پایان مراسم جلال خالقی مطلق، ژاله آموزگار، بهرام افشار (فرزند ایرج افشار)، علی‌اصغر علمی (مدیر انتشارات سخن)، شهرام ناظری، سجاد آیدنلو، عنایت‌الله مجیدی (رئیس کتابخانه دایرةالمعارف بزرگ اسلامی)، علی‌اشرف صادقی و محمد افشین‌وفایی از پیرایش دوم شاهنامه رونمایی کردند و یک دوره از کتاب به ترتیب به شهرام ناظری، ژاله آموزگار و عنایت‌الله مجیدی اهدا شد.

## روش تصحیح شاهنامه
وقتی که ادبیات فارسی کارِ شبانه‌روزی شما باشد، متوجه تحول زبان و ادب فارسی و تغییراتی که در طول قرن‌ها به وجود آمده، می‌شوید. وقتی هم که به سراغ نسخه‌های دست‌نویس شاهنامه می‌روید و آن‌ها را با هم مقایسه می‌کنید، متوجه می‌شوید که چه عناصری کهن هست و چه عناصری نو هست. بعد از این، وقتی به سراغ چاپ‌های شاهنامه بروید، متوجه می‌شوید که چه قدر عناصر نو در آن‌ها زیاد است. به همین خاطر بود که من به تصحیح شاهنامه روی آوردم تا شاهنامه را بر اساس عناصر زبانی و ادبی تصحیح کنم؛ یعنی عناصر کهن زبانی و ادبی را به متن بیاورم.

مصاحبه جلال خالقی مطلق با عنایت فانی
شبکه بی‌بی‌سی، برنامه به عبارت دیگر، تیر ۱۳۹۶

خالقی مطلق، می‌گوید وظیفه‌اش این بوده که شاهنامه کاتبان را (تا جایی که ممکن است) به شاهنامه فردوسی برگرداند! یعنی می‌خواسته شاهنامه‌ای را تحویل دهد که به متن فردوسی، نزدیک باشد. البته او به این حقیقت هم اذعان دارد که هیچ‌گاه نمی‌توان عینِ شاهنامه‌ای را که از زیر دست فردوسی بیرون آمده، دوباره احیا کرد اما می‌توان تلاش کرد که متنی نزدیک به آنچه فردوسی سروده، بیرون بیاید.
خالقی مطلق می‌گوید که کاتبان در هر دوره‌ای بعد از فردوسی، شاهنامه او را به روز کرده‌اند و هرگاه که کتابتش کرده‌اند، واژه‌های نو را با واژه‌های کهن و واژه‌های عربی را با واژه‌های فارسی معاوضه کرده‌اند و همواره به جایش نوتر گذاشته‌اند که مردم راحت‌تر بفهمند. کاتبان همچنین برخی بیت‌ها را بازنویسی نکردند و برخی بیت‌ها را خودشان سرودند و در متن شاهنامه گذاشتند. وی معتقد است که هزاران بیت الحاقی در دست‌نویس‌های شاهنامه می‌توان یافت. دست‌نویس‌های کهن شاهنامه، حدود ۴۹ هزار بیت هستند اما دست‌نویس‌های جدیدتر، تا ۵۵ هزار بیت می‌رسند. بنابراین هزاران بیت و روایت الحاقی در طول این سال‌ها به شاهنامه افزوده شده که فردوسی نسروده و کاتبان سروده‌اند. البته اغلب، صاحبانِ نسخ ابیاتِ جعلی را در حاشیه دست‌نویس‌ها یادداشت می‌کردند و سپس کاتبان به متن اضافه می‌کردند. مقداری از ابیات جعلی را هم خود کاتبان سروده‌اند. خالقی مطلق می‌گوید که با مقایسه قطعات الحاقی با قطعات اصیل شاهنامه، می‌توان متوجه شد که گوینده متن دو نفر هست، یکی فردوسی و دیگری کسی ست که قرن‌ها بعد از فردوسی زیسته و در شاهنامه دست برده است. مقداری از روایات و ابیات الحاقی، به کلی سروده دیگران است و مقداری هم، سروده فردوسی بوده که دیگران دست‌کاری کرده‌اند و بعضی کلمات را نوتر کرده‌اند.
اساسِ روشِ کار خالقی مطلق، این بوده که تشخیص دهد چه عناصری کهن هست و چه عناصری نو است. وی می‌گوید که عناصر نو، دستبردهای کاتبان می‌باشند و بایستی عناصر کهن را جانشینِ عناصرِ نو کرد. به عبارت دیگر، بایستی متن شاهنامه را کهن‌تر کرد تا به زمان و زبان فردوسی نزدیک‌تر شود. بنابراین روش کار او، بر مبنای کهن‌تر بودن و دشوارتر بودن ضبط است؛ یعنی وقتی که عناصر زبانی در دست‌نویس‌های مختلف با هم مقایسه شوند، ضبطی که دشوارتر هست اصل قرار داده می‌شود. این در حالی است که در گذشته، اغلب مصححین متون کهن در ایران، کهن‌ترین نسخه را اصل قرار می‌دادند و آن را عیناً به متن منتقل می‌کردند و اختلافات سایر نسخ را به حاشیه می‌بردند. اما روش تصحیح خالقی مطلق این بوده که عناصر کهن‌تر و دشوارتر را، در هر نسخه‌ای که موجود بوده، در متن قرارداده و سایر عناصر را به حاشیه برده است.

### اهمیت نسخه فلورانس در تصحیح شاهنامه
خالقی مطلق، با صرف زمان زیاد توانست بیش از ۵۰ نسخه شاهنامه را بررسی کند که در بین آن‌ها، نسخه فلورانس بیشتر از بقیه مورد استناد وی در تصحیح شاهنامه بوده است. وی دربارهٔ علت این موضوع می‌گوید که نسخه فلورانس – که به تاریخ ۶۱۴ هجری قمری نوشته شده – کهن‌ترین دست‌نویس شاهنامه است که البته این ملاک قطعی نیست، بلکه مقایسه این نسخه با سایر نسخ شاهنامه نشان می‌دهد که عناصر کهن زبانی در دست‌نویس فلورانس بسیار بیشتر از بقیه دست‌نویس‌هاست. البته خالقی مطلق به این حقیقت هم معترف است که هیچ‌یک از دست‌نویس‌های شاهنامه نمی‌توانند اساس مطلق برای تصحیح قرار بگیرند زیرا در همه آن‌ها، از جمله در نسخه فلورانس، فساد رخ داده است. اما در مجموع، وی معتقد است که بهترین دست‌نویس شاهنامه همان نسخه فلورانس است که متأسفانه فقط نیمه اول شاهنامه را دارد و نیمه دوم آن، یا گم شده است یا اصلاً کاتبان آن را تحریر نکرده‌اند.

## اندیشه‌ها و دیدگاه‌ها

### دربارهٔ اهمیت فردوسی در تاریخ زبان فارسی
خالقی مطلق معتقد است که دربارهٔ نقش فردوسی در تثبیت زبان فارسی نباید غلو کرد اما با این حال، شاهنامه و فردوسی نقش زیادی در تثبیت زبان فارسی داشته‌اند. وی می‌گوید که پیش از فردوسی، چندین رویداد برای برقراری و گسترش زبان فارسی انجام گرفت، و کسانی برای حفظ زبان فارسی کوشش می‌کردند. به ویژه کارهایی که در زمان فرمانروایی صفاریان و سامانیان انجام شد. برای مثال، صد و پنجاه سال پیش از فردوسی، یعقوب لیث صفاری شاعران را مجاب کرد که برخلاف گذشته که به عربی شعر می‌سرودند، به فارسی شعر بسرایند. این اقدام یعقوب لیث نقش بسیار مهمی در تاریخ زبان فارسی دارد و به آن به عنوان زبان ادبی ایران، رسمیت بخشید. بعد از وی، امیر منصور سامانی علمای ماوراءالنهر را به خراسان آورد و آن‌ها تفسیر طبری را به فارسی ترجمه کردند که اقدام بسیار مهمی در رسمیت‌بخشی به زبان فارسی است. علاوه بر این‌ها، خاندان کاکویه در اصفهان بسیاری از متون پهلوی را به فارسی ترجمه کردند و به ابن سینا گفتند که دانشنامه‌ای به زبان فارسی بنویسد و وی دانشنامه علائی را نوشت. مثال دیگر، ابوالعباس اسفراینی است که دستور داد نامه‌ها را به زبان فارسی بنویسند. حتی خود سلطان محمود غزنوی از زبان عربی خوشش نمی‌آمد و به شعرا دستور داد که به فارسی برایش شعر بسرایند. خالقی مطلق می‌گوید که همه این افراد برای تثبیت زبان فارسی قدم‌های بزرگی برداشتند اما قدمی که فردوسی برداشته، در اوج هست و از همه قدم‌هایی که دیگران برداشته‌اند، بالاتر است. به عبارت دیگر، کوشش‌هایی که از پیش از فردوسی برای حفظ زبان فارسی شروع شده‌بود، با شاهنامه به اوج رسید. همزمان با فردوسی و پس از وی نیز کسانی بودند که به سهم خود کارهایی کردند اما تثبیت زبان فارسی به دست فردوسی همیشگی شد. وی همچنین معتقد است که نمی‌توان نقش مردم را در حفظ زبان فارسی که زبان مادری آن‌ها بود، فراموش کرد، اما فی‌المثل مردم مصر نتوانستند به تنهایی زبان خود را حفظ کنند. بنابراین هیچ حقیقتی پشت این سخن نیست که نقش مردم در حفظ زبان فارسی را بالاتر از همه رویدادهای مذکور دانست.
خالقی مطلق معتقد است از زمان فردوسی تا ظهور صفویه که ایران بین فرمانروایی‌های متعدد تقسیم شده‌بود، میهنِ اصلیِ ایرانیان، زبان فارسی بود تا اینکه در دوره صفویه، ایران دوباره وحدت باستانی خود را بازیافت و پس از صفویه نیز همچنان زبان فارسی، زبان رسمی ایرانیان باقی ماند.

### دربارهٔ شاهنامه
«به‌طور خلاصه، محتوای شاهنامه، یک حماسه اسطوره‌ای، پهلوانی، عشقی، اندرزی و تاریخی است. در جزئیات مطالب، شاهنامه پر از آگاهی‌های گوناگون دربارهٔ زندگی معنوی و مادی، تشکیلات اداری و لشکری و درباری، آیین‌های خانوادگی و اجتماعی ایرانیان باستان است. ساختار شاهنامه، در مجموع یک حماسه تراژیک – دراماتیک است. شاهنامه از نظر شیوه بیان، دارای زبانی کهن و فاخر و لحنی غالباً اخطارکننده است. از نظر کارکرد، شاهنامه مهم‌ترین حلقه پیوند دو بخش تاریخ و فرهنگ ایران (پیش از اسلام و پس از اسلام) به یکدیگر و نیز، استوارترین ستون زبان و ادب فارسی و بزرگ‌ترین شاخص هویت و ملیت ایرانی است.»

پیام جلال خالقی مطلق به مناسبت برگزاری نخستین همایش بزرگداشت فردوسی توسط باشگاه شاهنامه‌پژوهان
فرهنگ‌سرای خاقانی - ۲۵ اردیبهشت ۱۳۹۱ خورشیدی

### دربارهٔ زمان سرایش شاهنامه
بر طبق پژوهش‌های جلال خالقی مطلق، فردوسی در حدود سال ۳۶۷ هجری قمری یا اندکی بعدتر شروع به سرایش شاهنامه کرد. البته پیش از فردوسی، شاعری به نام دقیقی شروع به سرایش شاهنامه کرده‌بود ولی پس از این که حدود هزار بیت را سرود، کشته شد و کار او ناتمام ماند. قتل دقیقی در حدود سال ۳۶۷ هجری قمری اتفاق افتاده است. مدتی بعد، فردوسی دنباله کار دقیقی را گرفت و ابیات سروده شده توسط دقیقی را عیناً در کتاب خود با حفظ نام دقیقی آورد. با این کار فردوسی مانع از این شد که نام و شعر دقیقی از تاریخ ادبیات فارسی پاک شود که نشان از خوش‌قلبی و امانت‌داری وی دارد. در تاریخ ۲۵ اسفند ۴۰۰ هجری قمری، فردوسی کار تألیف شاهنامه را به پایان رساند. پس فردوسی حدود ۳۳ سال قمری بر سر شاهنامه کار کرده است. البته فردوسی پس از سال ۴۰۰ هجری قمری تا زمان مرگ نیز حک و اصلاحاتی در متن خود انجام داده است.

### دربارهٔ آموزه‌های شاهنامه
«اگر بپرسند که از شاهنامه چه می‌توان آموخت، پاسخ من این است که بی اغراق از هر صفحه شاهنامه می‌توان نکته‌ای آموخت. از شاهنامه تاریخ و فرهنگ باستانی را آموخته‌اند، از شاهنامه آداب و رسوم و آیین‌های نیاکان ما را آموخته‌اند، از شاهنامه ادبیات باستانی ما را آموخته‌اند، از شاهنامه شاعری آموخته‌اند، از شاهنامه اخلاق نیکو آموخته‌اند، از شاهنامه کشورداری آموخته‌اند، از شاهنامه هویتِ تاریخی، فرهنگی و ملی ایرانیان را آموخته‌اند و از شاهنامه زبان فارسی را آموخته‌اند. امروز اهمیت زبان فارسی در کنار اهمیتِ هویتِ تاریخی، فرهنگی و ملی، مهم‌ترین آموزه این کتاب است و این دو آموزه از یکدیگر جدا نیستند.»

پیام جلال خالقی مطلق به مناسبت برگزاری نخستین همایش بزرگداشت فردوسی توسط باشگاه شاهنامه‌پژوهان
فرهنگ‌سرای خاقانی - ۲۵ اردیبهشت ۱۳۹۱ خورشیدی

خالقی مطلق، می‌گوید فردوسی به هیچ عنوان طرفدار جنگ و خشونت نیست ولی جنگ و خشونت در داستان‌های کهن ایران رخ داده است و فردوسی نمی‌تواند جنگ را از داستان حذف کند.

### دربارهٔ دستکاری‌ها در شاهنامه
خالقی مطلق معتقد است که تغییرات ایجادشده در شاهنامه، هم سهوی بوده و هم عمدی اما اغلب تغییرات عمدی بوده است. وی می‌گوید وقتی کاتبان فکر می‌کردند در جایی شاهنامه کم و کسر دارد یک چیزهایی می‌سرودند و به آن اضافه می‌کردند یا اگر بیتی را نمی‌فهمیدند یا خوششان نمی‌آمد حذف می‌کردند. اگر واژه‌ای کهنه بود حذف می‌کردند و واژه زمان خودشان را می‌گذاشتند. از جمله دستبردهای مهم کاتبان، واردکردن بیت‌های زن‌ستیزانه و دستکاری در مذهب تشیع فردوسی است.

### دربارهٔ واژه ایران در شاهنامه
خالقی مطلق معتقد است که واژه ایران در شاهنامه، به دو معنا به کار گرفته شده است: معنای اول آن، سرزمین ایران است و معنای دوم آن، مردم ایران یا ایرانیان. وی می‌گوید که شاید واژه ایران در هیچ کتابی به اندازه شاهنامه به کار نرفته باشد. در شاهنامه، بیش از هزار بار واژه ایران تکرار شده است.

### دربارهٔ نقش شاهنامه در فرهنگ نام‌های ایرانی
خالقی مطلق می‌گوید که ایرانیان نام‌هایی مثل کاوس، سهراب و منوچهر را از شاهنامه گرفته‌اند؛ زیرا این نام‌ها پیش از شاهنامه، تلفظ دیگری داشته است؛ مثلاً نام فرامرز پیش از شاهنامه، به صورت «مَرزفَری» بوده است. صورتِ واژه فرامرز را فردوسی به وجود آورده است برای این که در وزن متقارب که وزن شاهنامه است، وارد شود. مثال دیگر، نام فرنگیس است که پیش از شاهنامه، به صورت «گیس‌فَری» بوده است اما بعد از ظهور فردوسی، این نام از بین رفت و با فرنگیس جایگزین شد؛ بنابراین منشأ بسیاری از نام‌های ایرانی که امروزه بر روی کودکان ایران گذاشته می‌شوند، به شاهنامه بازمی‌گردد.

### دربارهٔ اهمیت شاهنامه در حفظ اساطیر ایران
خالقی مطلق معتقد است که اگر شاهنامه نمی‌بود، امروز ایرانیان به اسطوره‌ها و داستان‌های کهن خود دسترسی نداشتند، به جز آن مقدار که در اوستا و دیگر کتب آمده است. وی می‌گوید که در کتاب‌های تاریخیِ نوشته شده پیرامون اساطیر ایران، به اسطوره‌های ایرانی صورت تاریخی داده شده و آن‌ها ذات و سرشت اسطوره‌ای خود را از دست داده‌اند. اتفاقی که در شاهنامه نیفتاده است.

### دربارهٔ مقام شاهنامه در ادبیات فارسی
خالقی مطلق معتقد است که شاهنامه، پدرِ آثارِ ادبیِ فارسی است و در همه اشعاری که بعد از فردوسی سروده شده‌اند، می‌توان تأثیر شاهنامه را دید. وی می‌گوید که یک مسئله مهم در این قضیه، مسئله زمان است؛ زیرا شاهنامه در آغاز ادبیات فارسی قرار گرفته و آثاری که پیش از شاهنامه سروده شده، تا حد زیادی از بین رفته‌اند؛ بنابراین اگر تمام دیوان رودکی امروز موجود می‌بود، دیگر کسی نمی‌توانست مشخص کند که پدر شعر فارسی، فردوسی است یا رودکی. اما چون کهن‌ترین و بزرگ‌ترین (از نظر حجم) اثری که امروزه در دست است، شاهنامه است، این بر سرتاسر ادب فارسی اثر گذاشته است. به عبارت واضح‌تر، هر شاعر معروف زبان فارسی مثل مولوی، حافظ، سعدی، نظامی و خیام، شاهنامه را خوانده و از آن اثر پذیرفته است.
خالقی مطلق می‌گوید که بی اغراق، شاهنامه پراهمیت‌ترین اثر ایرانی ست زیرا در شاهنامه تمام تاریخ و گذشته ایران، تمام فرهنگ ایران و تمام آداب و رسوم ایرانیان، از کهن‌ترین زمان تا زمان فردوسی موجود هست. شاید هیچ اثری در ادبیات جهان، این چنین نقشی را در سرنوشت و فرهنگ یک ملت ایفا نکرده باشد. گذشته از این، در تاریخ اسلامی ایران هیچ اثر فارسی به اندازه شاهنامه کتابت نشده است.

### دربارهٔ چاپ‌های شاهنامه
خالقی مطلق می‌گوید هیچ‌یک از چاپ‌های شاهنامه تا چاپ مسکو و پس از آن که در ایران یا کشورهای دیگر از تمام شاهنامه یا بخش‌هایی از آن تهیه شده‌اند، پیرایش انتقادی نیستند - اگرچه چنین نامیده شده باشند - و اصولاً هیچ‌یک از پیرایشگران این چاپ‌ها با روش انتقادی پیرایش متن آشنا نبوده‌اند یا دست کم بدان باور نداشته‌اند و آن را با روش التقاطی - ذوقی یکسان پنداشته‌اند. بهترین روش این پیرایشگران، همان روش پیروی از اقدم یا اصحِ نسخ است که در سده نوزدهم در غرب رایج بود و دانشمندان ایرانی در آن زمان آن را از ایران‌شناسان غربی آموختند و در ایران کم‌کم جای روش ذوقی کاتبان گذشته را گرفت و نسبت به کار آنها، گامی مثبت در پیرایش متون بود. امروزه این روش منسوخ شده است.

### دربارهٔ پیرایش خود
خالقی مطلق پیرایش خود را علمی - تحقیقی - انتقادی می‌داند. نخست علمی، بدین مناسبت که پیش از آغاز کار پیرایش، شمار بزرگی از دستنویس‌های شاهنامه بررسی و معرفی شده‌اند، دگرنوشت‌ها در پیرایش اول، در زیر صفحات با صرف وقت بسیار به شیوه مثبت، یعنی هم قید ناهمخوانی‌ها و هم قید همخوانی‌ها، ثبت شده‌اند و در این کار به جای توضیحات عریض و طویل، از نشانه‌گذاری و کوتاه‌نویسی کمک گرفته شده است. دیگر رعایت ثبت حروف کم‌نقطه و بی‌نقطه در موارد ضروری و ثبت املاء دستنویس‌ها و کاربست هر شگرد دیگری که وضعیت دستنویس‌ها را دقیق‌تر و قابل فهم‌تر نشان دهد و کار را بر خواننده و منقّد آسان نماید. دوم انتقادی، بدین مناسبت که در این پیرایش اساس کار بر گزینش «نویسش (ضبط) دشوارتر» گذاشته شده است و نه پیروی تعبدی از «اقدم یا اصح نسخ». سوم تحقیقی، بدین مناسبت که همراه متنِ پیرایش، یادداشت‌های توضیحی در ۱۹۴۵۰ نکته ریز و درشت دربارهٔ مسائل مربوط به متنِ پیرایش آمده است و در موارد بسیاری در توجیه نویسشِ برگزیده و متن‌شناسی کتاب گفتگو شده است.

### دربارهٔ تأثیر فردوسی بر شاعرانِ پس از خود
خالقی مطلق معتقد است که شاعرانِ پس از فردوسی را، می‌توان به دو گروه تقسیم کرد: گروه اول، حماسه‌سرایان هستند که شدیداً از زبان فردوسی، متأثر شده‌اند. حماسه‌سرایان، یکی از موضوعات حماسی را برمی‌گزیدند و به سبک فردوسی، در وزن متقارب و با به‌کارگیری گسترده اصطلاحات فردوسی، شعر سروده‌اند. حتی سراینده منظومه حماسیِ علی‌نامه که فردوسی را نکوهش می‌کند هم از نفوذ زبان و سبک شاهنامه برکنار نمانده است. گروه دوم، شاعرانی هستند که حماسه‌سرا نیستند اما آن‌ها هم تحت تأثیر شگرف فردوسی هستند؛ مثلاً قانعی طوسی، شاعری‌ست که کلیله و دمنه را به وزن متقارب سروده است. وی شدیداً تحت تأثیر شاهنامه بوده و گاه حتی مصرع‌های شاهنامه را در شعر خود تضمین کرده است. مثال دیگر، بوستان سعدی است. با این که بوستان یک اثر اخلاقی است اما سعدی متأثر از سبک شاهنامه است و از فردوسی در کتابش یاد می‌کند.
دیگر شاعران، به اندازه این دو گروه متأثر نشدند بلکه بیشتر از روایات حماسی و اساطیری فردوسی متأثر شدند و آن‌ها را به کار بردند؛ مثلاً مولوی بارها از رستم سخن می‌گوید یا حافظ در دیوانش اشاره به کیخسرو، سیاوش، افراسیاب و دیگر حماسه‌های شاهنامه دارد. خیام هم در رباعیات خود شدیداً متأثر از فردوسی است. در نتیجه تمام شاعران بعد از فردوسی، از وی تأثیر گرفته‌اند و در طیفی از تاثیرپذیری (از کم تا خیلی زیاد) می‌توان آن‌ها را جای داد.

### دربارهٔ جایگاه فردوسی در بین شاعران بزرگ ایرانی
فرض کنید که شما صاحب یک باغچه هستید که خیلی زیباست. شما با یک نگاه می‌توانید زیبایی این باغچه را درک کنید. درست مثل رباعیات خیام. اما گاهی اوقات شما صاحب یک باغ هستید که دیگر با یک نگاه نمی‌توانید زیبایی آن را درک کنید. باید چند روزی در این باغ وقت صرف کنید تا زیبایی باغ را درک کنید. درست مثل غزلیات حافظ، بوستان، گلستان و غزلیات سعدی، خسرو و شیرین، لیلی و مجنون و هفت پیکر. شاهنامه، جنگلی است که همیشه بر شما تسلط دارد و سال‌ها باید در این جنگل حرکت کنید و مطالعه کنید تا بر روی آن مسلط شوید. حتی سال‌های اول در این جنگل گم می‌شوید. این تفاوت بین آثار ادب فارسی با یکدیگر است؛ بنابراین یکی باغچه‌بان است، یکی باغبان‌است و یکی جنگلبان است و من بیشتر از ۵۰ سال است که جنگلبانی می‌کنم!

مصاحبه جلال خالقی مطلق با عنایت فانی
شبکه بی‌بی‌سی، برنامه به عبارت دیگر، تیر ۱۳۹۶

خالقی مطلق معتقد است که ایران پنج شاعر نابغه داشته است که عبارت اند از: فردوسی، نظامی، مولوی، سعدی و حافظ. وی می‌گوید که این شاعران متعلق به همه زمان‌ها و همه ملت‌ها هستند اما تفاوت شاهنامه، این است که پیش از بقیه این آثار سروده شده است.

### دربارهٔ اهمیت زبان فارسی در هویت ایرانی
خالقی مطلق معتقد است که هویت ایرانی با زبان فارسی یکسان است. به عبارت دیگر، اگر ایرانیان فارسی صحبت نمی‌کردند و بالفرض زبانشان عربی شده‌بود، به آن‌ها «عرب یا عرب ایرانی» گفته می‌شد، هم چنان‌که امروزه به مصریان «عرب مصری» گفته می‌شود. وی می‌گوید که ایرانیان، ملیت خود را مدیونِ زبان فارسی هستند و زبان فارسی را تا اندازه زیادی مدیونِ شاهنامه هستند.

## مسئولیت‌های علمی
- تدریس در دانشگاه هامبورگ، دانشکده علوم انسانی، انیستیتو آسیا و آفریقا، واحد خاورمیانه، استخدام: ۱۹۷۱، بازنشستگی: ۲۰۰۶، به مدت ۳۵ سال.[۲]
- عضو شورای عالی علمی مرکز دائرةالمعارف بزرگ اسلامی[۶۹]
- عضو هیئت گزینش کتاب و جایزهٔ بنیاد موقوفات دکتر محمود افشار[۷۰]
- عضو افتخاری فرهنگستان زبان و ادب فارسی از دی ۱۳۹۵[۷۱][۷۲]

## فعالیت‌های دیگر

### همکاری در تألیف دانشنامه ایرانیکا
جلال خالقی مطلق، یکی از نویسندگان دانشنامه ایرانیکا به‌شمار می‌آید و در این زمینه با احسان یارشاطر همکاری گسترده‌ای داشته است. دانشنامه ایرانیکا، بزرگ‌ترین و جامع‌ترین پروژه ایران‌شناسی در طول تاریخ است که ۶۵ مقاله (مدخل) آن را خالقی مطلق نوشته است. مقالات خالقی مطلق در ایرانیکا به زبان انگلیسی تألیف شده‌اند و طیف وسیعی از شاخه‌های ایران‌شناسی را در بر می‌گیرند. فرهاد اصلانی و معصومه پورتقی، مجموعه مقالات خالقی مطلق در دانشنامه ایرانیکا را به زبان فارسی ترجمه کرده‌اند و آن‌ها را در کتابی به نام شاهنامه و فرهنگ ایران منتشر ساخته‌اند.

### شعرسرایی و فیلمنامه‌نویسی
خالقی مطلق به صورت تفننی شعر می‌سراید و یک کتاب ترانه از او با نام آهوی کوهی در دشت منتشر شده است. وی در برخی محافل پاره‌ای از اشعار خود را هم خوانده است. همچنین از وی فیلمنامه‌ای به نام زال و رودابه منتشر شده که اقتباسی از داستان زال و رودابه شاهنامه است.

#### نمونه اشعار
| ایران غمِ تو چو بر دلم رای کند |  | کارِ دمِ نی‌نواز با نای کند     |
| هر گوشه تو که اجنبی جای کند   |  | صد گوشه جسم و جانِ من وای کند |

## گفتارهای ماندگار
«شاهنامه یک کتاب نیست بلکه یک کتابخانه است.»

پیام جلال خالقی مطلق به مناسبت برگزاری نخستین همایش بزرگداشت فردوسی توسط باشگاه شاهنامه‌پژوهان
فرهنگ‌سرای خاقانی - ۲۵ اردیبهشت ۱۳۹۱ خورشیدی

«هر کشتی، نیاز به ساحل و لنگر دارد و گرنه، در اقیانوس مدتی سرگردان می‌راند تا به دست طوفانی نابود گردد. ملت‌ها نیز در اقیانوس حوادث مانند کشتی‌اند. دیر زمانیست که تنها ساحل هویت ملت ایران، زبان و ادب فارسی بوده و لنگر او، شاهنامه است.»

پیام جلال خالقی مطلق به مناسبت برگزاری نخستین همایش بزرگداشت فردوسی توسط باشگاه شاهنامه‌پژوهان
فرهنگ‌سرای خاقانی - ۲۵ اردیبهشت ۱۳۹۱ خورشیدی

«شاهنامه چشمه درخت ملیت است و ریشه درخت ملیت ما از این چشمه آب می‌خورد، آبی شیرین و گوارا.»

سخنان جلال خالقی مطلق در مراسم رونمایی از شاهنامه مصحَح خالقی مطلق
مرکز دایرةالمعارف بزرگ اسلامی - ۱۹ تیر ۱۳۸۶ خورشیدی

## میراث
امامعلی رحمان، رئیس‌جمهور تاجیکستان، در سال ۲۰۲۳ میلادی دستور اجرای طرح اهدای یک نسخه شاهنامه به‌طور رایگان به هر خانواده در تاجیکستان را صادر کرد. شاهنامه اهدایی، بر اساس تصحیح خالقی مطلق و در ۹ جلد به خط سیریلیک می‌باشد. با توجه به جمعیت ده میلیون نفری تاجیکستان، دست کم یک میلیون نسخه از این کتاب باید چاپ و توزیع بشود و پیش‌بینی شده این فرایند یک سال طول بکشد.
ابوالفضل خطیبی، ایران‌شناس و شاهنامه‌پژوه، معتقد است که اگر شاهنامه‌شناسی به دو بخش تصحیح متن و پژوهش‌های شاهنامه‌شناختی تقسیم شود، هر دو شامل دو دوره خواهد بود؛ یکی از آغاز تا پیش از خالقی مطلق و دوم از زمان خالقی مطلق تا امروز. وی که افتخارِ همکاری با دکتر خالقی مطلق در تصحیح دفترِ هفتمِ نخستین پیرایشِ شاهنامه را داشت، به صراحت می‌گوید که در زمینه شاهنامه‌شناسی هر چه دارد از خالقی مطلق دارد. وی ظهور خالقی مطلق در عرصه پژوهش‌های شاهنامه‌شناختی و تصحیح متن را یک نقطه عطف چشمگیر می‌داند.
محمد گلبن، فهرست‌نگار و مولفِ کتابِ فردوسی‌نامه بهار، می‌گوید که تحقیقات خالقی مطلق دربارهٔ فردوسی، خواننده را هر روز شیفته‌تر به فردوسی و شاهنامه‌اش می‌کند.

## جوایز
- شایسته تقدیر در دهمین آیین بزرگداشت حامیان نسخ خطی (۱۳۸۹) در بخش رسائل و مقالات، برای بررسی و ارزیابی شاهنامه سن‌ژوزف (به صورت مشترک با حمیدرضا مستفید و داود غلام‌زاده)[۴۸][۷۸][۷۹]
- اثر برگزیده در نهمین آیین بزرگداشت حامیان نسخ خطی (۱۳۸۸) در بخش ادبیات، برای تصحیح شاهنامه فردوسی با همکاری محمود امیدسالار و ابوالفضل خطیبی[۸۰][۸۱]

## فهرست آثار[۸۲][۸۳][۸۴]

### آثار مکتوب مستقل و نیمه مستقل

#### شاهنامه پژوهی
- نخستین پیرایش شاهنامه فردوسی در ۱۲ دفتر، دفتر ۱–۸: متن شاهنامه، دفتر ۹–۱۱: یادداشت‌های شاهنامه، دفتر ۱۲: بیت یاب شاهنامه، انتشارات دائرةالمعارف بزرگ اسلامی (با همکاری ابوالفضل خطیبی و محمود امیدسالار)
- دومین پیرایش شاهنامه فردوسی در ۶ دفتر، دفتر ۱–۴: متن شاهنامه، دفتر ۵: واژه‌نامه شاهنامه به سرپرستی فاطمه مهری، دفتر ۶: بیت یاب شاهنامه به کوشش فرهاد اصلانی و معصومه پورتقی، نشر سخن
- واج‌شناسی شاهنامه، نشر بنیاد موقوفات دکتر محمود افشار با همکاری نشر سخن
- زن در شاهنامه، مترجمان: فرهاد اصلانی و معصومه پورتقی، نشر نگاه معاصر/ احمد بی نظیر، نشر مروارید / ترجمه از اصلِ آلمانی. بنیاد موقوفات افشار و انتشارات سخن
- شاهنامه از دستنویس تا متن (جستارهایی در معرفی و ارزیابی دست‌نویس‌های شاهنامه و روش تصحیح انتقادی متن)، مؤسسه نشر میراث مکتوب
- رستم و سهراب، به اهتمام محمد افشین وفایی و پژمان فیروزبخش، نشر سخن

#### مجموعه جستارها
- جای پای سال‌ها، شامل ۲۰ جستار، به کوشش هومن عباسپور و مهناز مقدسی، نشر همیشه
- گلِ رنج‌های کهن، شامل ۱۲ جستار، به کوشش علی دهباشی، نشر بنیاد موقوفات دکتر محمود افشار با همکاری نشر سخن
- سخن‌های دیرینه، شامل ۳۰ جستار، به کوشش علی دهباشی، نشر بنیاد موقوفات دکتر محمود افشار با همکاری نشر سخن
- شاهنامه و فرهنگ ایران، شامل ۶۵ جستار، مترجمان: فرهاد اصلانی و معصومه پورتقی، نشر بنیاد موقوفات دکتر محمود افشار با همکاری نشر سخن

#### سایر
- نظامی گنجه‌ای، نشر بنیاد موقوفات دکتر محمود افشار با همکاری نشر سخن
- صد افسانه؛ برگزیده‌ای از افسانه‌های کهن یونانی - لاتینی، نشر بنیاد موقوفات دکتر محمود افشار با همکاری نشر سخن
- ترجمه فرهنگ ریشه‌شناسی فارسی، نویسندگان: پاول هرن و هاینریش هوبشمان، نشر مهرافروز
- حماسه (پدیده‌شناسی تطبیقی شعر پهلوانی)، نشر دایرةالمعارف بزرگ اسلامی
- ترجمه ایرانیات در کتاب بزم فرزانگان، نویسنده: آثنایوس ناوکراتیس، نشر دایرةالمعارف بزرگ اسلامی
- آهوی کوهی در دشت (مجموعه ترانه‌ها)، نشر همیشه
- فیلم‌نامه زال و رودابه، نشر همیشه
- ارج خرد (جشن‌نامه استاد جلال خالقی مطلق)، به اهتمام فرهاد اصلانی و معصومه پورتقی، نشر مروارید

### آثار مکتوب گروهی
- کتاب دانشنامهٔ زبان و ادب فارسی، با همکاری ۴۲۰ مؤلف به سرپرستی اسماعیل سعادت، در ۱۲ جلد از سوی انتشارات سخن چاپ شده است. در جلد پنجم این مجموعه، چند مقاله از جلال خالقی مطلق موجود هست.
- کتاب فرهنگنامه زنان ایران و جهان، با همکاری بیش از ۲۰۰ مؤلف و مترجم و ویراستار، به سرویراستاری محمدرضا سهرابی با مدیریت علمی مهناز مقدسی، در ۲ جلد از سوی انتشارات ارتباط نوین (پیام عدالت) چاپ شده است که در آن مقالاتی از جلال خالقی مطلق موجود هست.
- در کتاب ایران در گذر روزگاران، مسعود لقمان با ۷ ایران‌شناس به گفت و گو می‌پردازد و متن تمام گفت و گوها در این کتاب چاپ می‌شود. یکی از این افراد، دکتر جلال خالقی مطلق است. این کتاب توسط انتشارات شورآفرین منتشر شده است.
- کتاب ادب پ‍ه‍ل‍وان‍ی (م‍طال‍ع‍ه‌ای در ت‍اری‍خ ادب دی‍ری‍ن‍ه ای‍ران‍ی از زرت‍ش‍ت ت‍ا اش‍ک‍ان‍ی‍ان)، نوشته محمدمهدی مؤذن جامی، از سوی انتشارات قطره در ۱۳۷۹ منتشر شد. مقاله‌ای از جلال خالقی مطلق در این کتاب موجود هست.
- کتاب تن پهلوان و روان خردمند (پژوهش‌هایی تازه در شاهنامه)، به سرویراستاری شاهرخ مسکوب، بار نخست در ۱۳۸۱ توسط انتشارات طرح نو و بار دوم در ۱۳۹۴ توسط انتشارات فرهنگ جاوید، چاپ شده است و شامل مقالاتی در زمینه شاهنامه می‌باشد. چند مقاله در این کتاب، نوشته جلال خالقی مطلق هست.
- کتاب رازهای شاهنامه (جستارهایی در یابود هزاره جهانی شاهنامه)، به کوشش یاسر موحدفرد، به وسیله نشر پازینه متعلق به بنیاد فردوسی در سال ۱۳۹۰ چاپ شد. در این کتاب، مقالاتی از جلال خالقی مطلق موجود هست.
- کتاب فردوسی و شاهنامه سرایی، از سوی انتشارات فرهنگستان زبان و ادب فارسی در سال ۱۳۹۰ منتشر شد. این کتاب، مقالاتی دربارهٔ فردوسی و شاهنامه دارد که قبلاً در کتاب دانشنامه زبان و ادب فارسی چاپ شده‌اند. بخشی از این مقالات، نوشته جلال خالقی مطلق هست.
- در سال ۱۳۹۰، مؤسسه مطالعات اسلامی دانشگاه تهران - دانشگاه مک گیل که سرپرستی آن را مهدی محقق بر عهده دارد، شاهنامه نفیس که به خط میرزامحمد حسین‌خان عمادالکتاب سیفی قزوینی خوشنویسی شده بود، منتشر کرد. ناشر این کتاب، انجمن ترویج زبان و ادب فارسی ایران است. در این کتاب نیز چند مقاله از جلال خالقی مطلق موجود است.

## نگارخانه

جلال خالقی مطلق و علی دهباشی در مراسم رونمایی از شاهنامه مصحَح خالقی مطلق، مرکز دایرةالمعارف بزرگ اسلامی، سه شنبه ۱۹ تیر ۱۳۸۶.[۸۵]
سخنرانی جلال خالقی مطلق در مراسم بزرگداشت فردوسی در کانون دانشجویان زرتشتی، پنج شنبه ۳۱ اردیبهشت ۱۳۸۸.[۸۶]
از راست؛ شهین سراج، جلال خالقی مطلق، صادق صبا و علی دهباشی، مراسم بزرگداشت فردوسی در کانون دانشجویان زرتشتی، پنج شنبه ۳۱ اردیبهشت ۱۳۸۸.[۸۶]
سخنرانی جلال خالقی مطلق در گردهمایی دوستداران فرهنگ، زبان و ادبیات فارسی، شنبه ۲۱ آذر ۱۳۸۸.[۴]
جلال خالقی مطلق و نجف دریابندری، شبِ نجف دریابندری (یک صد و پنجاه و ششمین شبِ بخارا)، چهارشنبه ۳ اردیبهشت ۱۳۹۳.[۸۷]
سخنرانی جلال خالقی مطلق در شبِ شاهنامه (یک صد و نود و چهارمین شبِ بخارا)، پنج شنبه ۲۱ اسفند ۱۳۹۳.[۶۰]
ردیفِ جلو از چپ؛ اسماعیل کهرم، ناشناس، سجاد آیدنلو، جلال خالقی مطلق، علی‌اصغر علمی (مدیر انتشارات سخن)، شهرام ناظری، حسین محجوبی و ژاله آموزگار، شبِ شاهنامه (یک صد و نود و چهارمین شبِ بخارا)، پنج شنبه ۲۱ اسفند ۱۳۹۳.[۶۰]
رونمایی از دومین تصحیح شاهنامه در دو جلد با قاب. از راست؛ سجاد آیدنلو، شهرام ناظری، جلال خالقی مطلق (مصحح کتاب)، محمد افشین‌وفایی، علی‌اشرف صادقی، ژاله آموزگار، علی‌اصغر علمی (مدیر انتشارات سخن و ناشر کتاب)، عنایت‌الله مجیدی و بهرام افشار (فرزند ایرج افشار)، شبِ شاهنامه (یک صد و نود و چهارمین شبِ بخارا)، پنج شنبه ۲۱ اسفند ۱۳۹۳.[۶۰]
دکتر جلال خالقی مطلق، یک دوره دو جلدی با قاب از دومین ویرایش شاهنامه را به استاد شهرام ناظری اهدا می‌کند. دیگر نفرات حاضر در عکس، به ترتیب از راست؛ سجاد آیدنلو، محمد افشین وفایی و علی‌اشرف صادقی، شبِ شاهنامه (یک صد و نود و چهارمین شبِ بخارا)، پنج شنبه ۲۱ اسفند ۱۳۹۳.[۶۰]
بازدید جلال خالقی مطلق (نفر دوم از راست) از آرامگاه فردوسی در طوس، دوشنبه ۱۷ اردیبهشت ۱۳۹۷.
جلال خالقی مطلق در شبِ شاهنامه کودک و نوجوان (چهارصد و هفتمین شبِ بخارا)، خانه وارطان، پنج شنبه ۱۵ آذر ۱۳۹۷.[۸۸]
از راست؛ علی دهباشی، جلال خالقی مطلق، نوش‌آفرین انصاری، محمدناصر مودودی و شهرداد میرزایی، شبِ شاهنامه کودک و نوجوان (چهارصد و هفتمین شبِ بخارا)، خانه وارطان، پنج شنبه ۱۵ آذر ۱۳۹۷.[۸۸]
اهدای لوح تقدیر از سوی گروه شاهنامه کودک بامداد به دکتر جلال خالقی مطلق، شبِ شاهنامه کودک و نوجوان (چهارصد و هفتمین شبِ بخارا)، خانه وارطان، پنج شنبه ۱۵ آذر ۱۳۹۷.[۸۸]
از راست؛ بهرام افشار، جلال خالقی مطلق و ایرج افشار.[۴۱]
ایستاده از راست؛ بهرام بیضایی، ایرج افشار، جلال خالقی مطلق و محمدرضا شفیعی کدکنی. نشسته از راست؛ دکتر بهروز برومند، پرویز مشکاتیان و امیرهوشنگ ابتهاج. خانه ایرج پارسی‌نژاد.
از راست؛ جلال خالقی مطلق، محمدرضا شفیعی کدکنی، ایرج افشار و دکتر حسین میرمجلسی، نقاشی روی دیوار اثر استاد پرویز کلانتری.[۴۱]